# Ірина Рінгач
Ірина Рінгач (23 серпня 2001 , Сереціка-Веке, Леовський район ) — молдовська борчиня вільного стилю, чемпіонка світу та Європи.

## Спортивні результати на міжнародних змаганнях

### Виступи на чемпіонатах світу
| Змагання                        | Збірна  | Вагова категорія          | Місце  |
| ------------------------------- | ------- | ------------------------- | ------ |
| Чемпіонат світу з боротьби 2021 | Молдова | жіноча боротьба, до 65 кг | Золото |
| Чемпіонат світу з боротьби 2022 | Молдова | жіноча боротьба, до 68 кг | Бронза |
| Чемпіонат світу з боротьби 2023 | Молдова | жіноча боротьба, до 68 кг | Бронза |

### Виступи на чемпіонатах Європи
| Змагання                         | Збірна  | Вагова категорія       | Місце  |
| -------------------------------- | ------- | ---------------------- | ------ |
| Чемпіонат Європи з боротьби 2021 | Молдова | жіноча боротьба, 65 кг | Золото |
| Чемпіонат Європи з боротьби 2022 | Молдова | жіноча боротьба, 68 кг | Золото |
| Чемпіонат Європи з боротьби 2023 | Молдова | жіноча боротьба, 65 кг | Срібло |
| Чемпіонат Європи з боротьби 2023 | Молдова | жіноча боротьба, 65 кг | Бронза |

### Виступи на інших змаганнях
| Змагання                                                         | Збірна  | Вагова категорія          | Місце  |
| ---------------------------------------------------------------- | ------- | ------------------------- | ------ |
| Відкритий чемпіонат Польщі з боротьби 2020                       | Молдова | жіноча боротьба, до 65 кг | Срібло |
| Кубок світу з боротьби 2020                                      | Молдова | жіноча боротьба, до 65 кг | Срібло |
| Київський Міжнародний турнір з боротьби 2021                     | Молдова | жіноча боротьба, до 65 кг | Срібло |
| Європейський олімпійський кваліфікаційний турнір з боротьби 2021 | Молдова | жіноча боротьба, до 68 кг | Бронза |
| Світовий олімпійський кваліфікаційний турнір з боротьби 2021     | Молдова | жіноча боротьба, до 68 кг | 9      |
| Турнір Дана Колова — Николи Петрова 2022                         | Молдова | жіноча боротьба, до 68 кг | Золото |
| Турнір Маттео Пелліцоне 2022                                     | Молдова | жіноча боротьба, до 68 кг | Срібло |
| Меморіал Іона Корнеану і Ладислава Сімона 2022                   | Молдова | жіноча боротьба, до 68 кг | Золото |
| Відкритий чемпіонат Загреба з боротьби 2023                      | Молдова | жіноча боротьба, до 68 кг | Бронза |
| Меморіал Поляка Імре та Варга Яноша 2023                         | Молдова | жіноча боротьба, до 65 кг | Золото |

### Виступи на змаганнях молодших вікових груп
| Змагання                                       | Збірна  | Вагова категорія          | Місце  |
| ---------------------------------------------- | ------- | ------------------------- | ------ |
| Чемпіонат Європи з боротьби серед кадетів 2017 | Молдова | жіноча боротьба, до 56 кг | 8      |
| Чемпіонат світу з боротьби серед кадетів 2017  | Молдова | жіноча боротьба, до 56 кг | 7      |
| Чемпіонат Європи з боротьби серед кадетів 2018 | Молдова | жіноча боротьба, до 57 кг | Срібло |
| Чемпіонат світу з боротьби серед кадетів 2018  | Молдова | жіноча боротьба, до 57 кг | Бронза |
| Чемпіонат Балкан з боротьби серед кадетів 2018 | Молдова | жіноча боротьба, до 61 кг | Золото |
| Літні юнацькі Олімпійські ігри 2018            | Молдова | жіноча боротьба, до 57 кг | 4      |
| Чемпіонат Європи з боротьби серед юніорів 2019 | Молдова | жіноча боротьба, до 62 кг | Срібло |
| Чемпіонат світу з боротьби серед юніорів 2019  | Молдова | жіноча боротьба, до 62 кг | 5      |
| Чемпіонат світу з боротьби серед молоді 2019   | Молдова | жіноча боротьба, до 62 кг | Бронза |
| Чемпіонат Європи з боротьби серед молоді 2021  | Молдова | жіноча боротьба, до 65 кг | Золото |
| Чемпіонат Європи з боротьби серед юніорів 2021 | Молдова | жіноча боротьба, до 65 кг | 8      |
| Чемпіонат світу з боротьби серед юніорів 2021  | Молдова | жіноча боротьба, до 65 кг | Золото |
| Чемпіонат Європи з боротьби серед молоді 2022  | Молдова | жіноча боротьба, до 68 кг | Золото |
| Чемпіонат світу з боротьби серед молоді 2022   | Молдова | жіноча боротьба, до 68 кг | Бронза |
| Чемпіонат Європи з боротьби серед молоді 2023  | Молдова | жіноча боротьба, до 68 кг | Бронза |
| Чемпіонат світу з боротьби серед молоді 2023   | Молдова | жіноча боротьба, до 65 кг | Золото |